# Фалилеево (Можайский район)
Фалилеево — деревня в Можайском районе Московской области в составе сельского поселения Бородинское. Численность постоянного населения по Всероссийской переписи 2010 года — 1 человек. До 2006 года Фалилеево входило в состав Синичинского сельского округа.
Деревня расположена в северо-западной части района, примерно в 25 км к северо-западу от Можайска, на правом берегу реки Лусянка, высота центра над уровнем моря 202 м. Ближайшие населённые пункты — Поминово на противоположном берегу реки, Черняки и Подсосенье в 0,5 км севернее.